# Parque Gas Works
El Parque Gas Works (en inglés: Gas Works Park) es un parque público urbano en Seattle, Washington, Estados Unidos, en el sitio de la sede de la antigua Seattle Gas Light Company, una planta de gasificación, ubicada en la costa norte del lago Union, en la parte sur del barrio de Wallingford.
Con un área de 8,3 hectáreas, el parque contiene restos de la única planta de gasificación por carbón remanente en los Estados Unidos. La planta estuvo en funcionamiento entre 1906 y 1956. En 1962 esta propiedad fue adquirida por la ciudad de Seattle con fines de recreación pública. El parque, siguiendo un diseño del arquitecto paisajista Richard Haag, fue abierto al público en 1975.
El parque incorpora varias partes de la antigua planta: algunas permanecen en pie pero en ruinas mientras que otras han sido remodeladas, pintadas y forman parte de la estructura de la zona recreativa infantil. Las áreas de césped sirven para acomodar al público en actividades individuales y grupales, o incluso para acomodar al público durante eventos comunitarios. A pesar de su ubicación algo aislada, el parque ha sido escenario de numerosas manifestaciones políticas.
El “Gran Montículo”, el pequeño montículo central del parque, se creó trayendo al lugar grandes cantidades de escombros de edificios previstos para demolición, que fue cubierto por tierra virgen también traída al lugar especialmente para satisfacer las exigencias del proyecto. En la cima de la colina fue instalado un reloj de sol.
El suelo y las aguas subterráneas del lugar resultaron contaminados durante su funcionamiento como planta de gasificación. El Plan Maestro de 1971 pedía "limpiar y reverdecer" el parque mediante bioremediación, liberando enzimas degradadoras de aceite para estimular la descomposición de contaminantes tóxicos en el suelo.
Aunque la presencia de contaminantes orgánicos se había reducido sustancialmente a mediados de la década de 1980, la Agencia de Protección Ambiental de Estados Unidos y el Departamento de Ecología del Estado de Washington exigieron medidas adicionales. No se conocen áreas de contaminación del suelo superficial que queden en el sitio hoy en día, aunque ocasionalmente todavía surge alquitrán en algunos lugares dentro del sitio, el cual se aísla y elimina. Sin embargo, el sedimento del lago Union contiene sustancias peligrosas, debido a lo cual las actividades acuáticas allí están prohibidas.